# フィンガー・レイクス

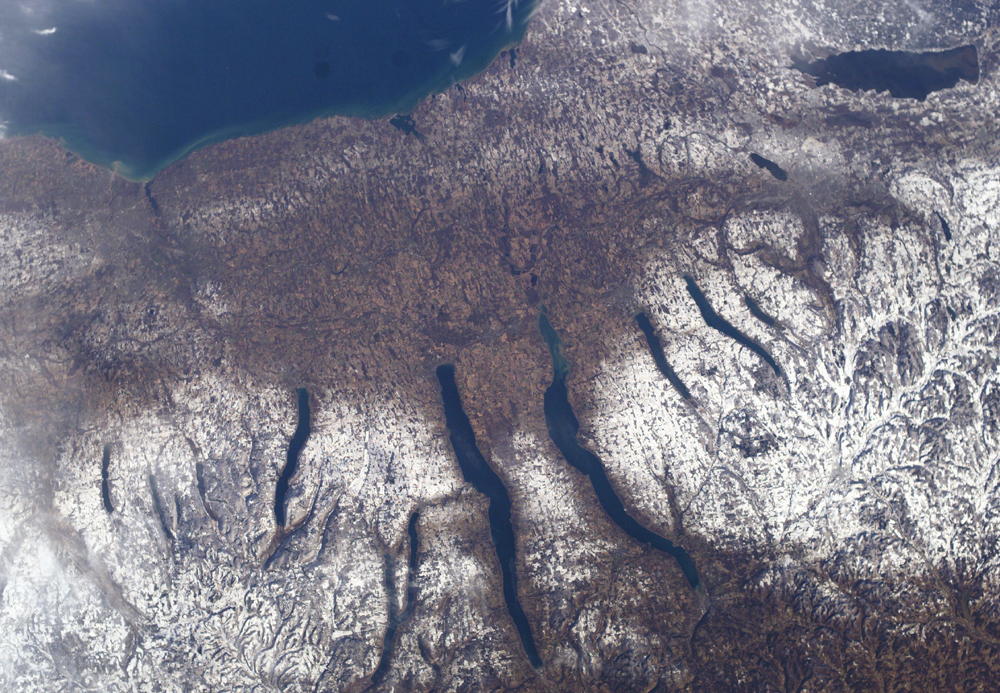
フィンガー・レイクスの衛星写真

フィンガー・レイクス（Finger Lakes）とは、アメリカ合衆国のニューヨーク州の北西部にある、幾つも並んだ細長い形状の湖の列のこと（複数の湖の総称）である。なお、この周辺には他にも湖が存在するものの、フィンガー・レイクスは通例、11の湖の総称とされる。アメリカ合衆国において、フィンガー・レイクスは観光地の1つとして知られている。

## 概要
英単語のFingerには「指状の物」という意味もあるが、その名の通りに、ここではだいたい南北方向に細長い形状（東西方向には幅の狭い形状）の湖、まさにヒトの指のように細長い湖が幾つも並んでいる。この中で、特に長い湖であるカユガ湖とセネカ湖は、アメリカ合衆国内にある湖の中では特に水深の深い湖としても知られていて、どちらの湖も、湖底の一番深い場所の標高は海面よりも低い。フィンガー・レイクスにある湖の中で最も細長いのはカユガ湖で、約61kmの長さ（ちなみに水深は約133mほど）。フィンガー・レイクスにある湖の中で最も面積が大きく、さらに水深も深いのはセネカ湖で、面積は約173km2、水深は約188mほどである。この他、9の細長い湖が、ほぼ南北方向に向きを揃えて並んでおり、通例、この合計11の湖を総称してフィンガー・レイクスと言う。このように、11もの湖が似たような方向を向いているのは、この辺りの地形がかつて氷河によって侵食されたことによって形成されたからである。現在、この地方に氷河など存在しないが、かつての氷期には、この地域一帯が氷河に覆われていた。その証拠に、これらの湖の南端部にはモレーン（氷河がその下の岩盤から削り取った砂や石）が堆積しているのを見て取ることができる。この氷河が移動すると同時に侵食した谷に水が溜まって湖となっている。そして個々の氷河はほぼ同一方向に動いたため、それぞれの谷の方向も概ね揃い、向きが揃った湖の列、すなわちフィンガー・レイクスが形成された。
なお、オナイダ湖は、フィンガー・レイクスに含めないのが一般的なのだが、時々フィンガー・レイクスの親指と呼ばれることがある。さらに場合によっては、他の湖もフィンガー・レイクスに加えられることもある。

## 湖の関係

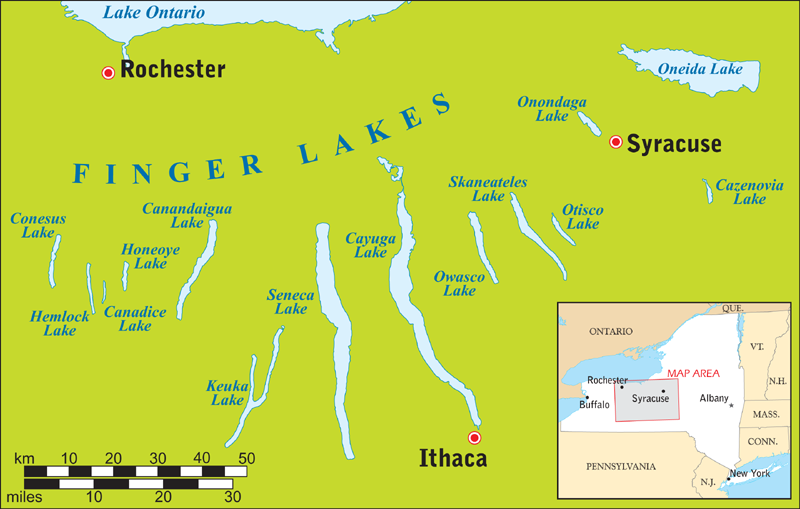
フィンガー・レイクス

フィンガー・レイクスは、東から順にオティスコ湖、スカネアトレス湖、オワスコ湖、カユガ湖、セネカ湖、キューカ湖、カナンデーグア湖、ハニーオイ湖、カナダイス湖、ヘムロック湖、コニーシャス湖と並んでいる、11の湖の総称である。既述の通り、この中で一番深く面積の広い湖はセネカ湖で、この中で一番細長い湖はカユガ湖である。ちなみに、この中でオティスコ湖、ハニーオイ湖、カナダイス湖、ヘムロック湖、コニーシャス湖は、比較的有名ではない湖とされる。

### 追加されることのある湖
上記11の湖以外にフィンガー・レイクスとして数えられることのある湖は、次の2つである。

#### カゼノビア湖
オティスコ湖よりも、さらに東に少し離れた場所（Appalachian hill terrain、アパラチアン丘陵地帯）に、この11の湖と形状が似た（つまり南北方向に長く、東西方向の狭い、細長い）カゼノビア湖が存在している。そして、形状が似ていることを理由に、このカゼノビア湖が、時々12番目のフィンガー・レイクスと呼ばれることがある。衛星写真で見ると、フィンガー・レイクスと成因が同じであろうと考えられている谷（つまり氷河による侵食でできた谷）が、上記11の湖の東（11の湖の中で最も東にあるオティスコ湖よりも東）に、3本存在するのが見て取れる。最初の谷は、タリー谷と呼ばれており、ここの南端部には小さな湖が連なっているのだが、モレーンが堆積しているために、フィンガー・レイクスとはなっていない。その次の谷には、北へと流れるバターナット川と、南へと流れるタイオノーガ川の支流が存在する。最後の3つ目の谷には、北へと流れるライムストーン川が存在する。そして、そのさらに次の谷に、時々12番目のフィンガー・レイクスと呼ばれることもある、カゼノビア湖が存在している。（3つも谷を隔てているがために、通例フィンガー・レイクスには含まれない。）

#### オナイダ湖
カゼノビア湖の北にはオナイダ湖が存在する。この湖が時々フィンガー・レイクスの親指と呼ばれる場合もあるが、この湖は、他のフィンガー・レイクスとは形状が多少異なっており、しかも浅い。（他の湖とは様相が違うので、通例フィンガー・レイクスには含まれない。）ちなみに、この湖の名称は、この地域の東端部に住んでいたオナイダ族に由来する。

### フィンガー・レイクスではない湖
次の2つの湖は、フィンガー・レイクスに含められることはない。

#### オノンダガ湖
オノンダガ湖は、フィンガー・レイクスのすぐ北に存在する湖なのだが、これはフィンガー・レイクスとはされない。なお、この湖の名称は、この地域の東端部に住んでいたオノンダガ族に由来する。

#### シャトークア湖
シャトークア湖も、フィンガー・レイクスとはされない。フィンガー・レイクスに含まれることのあるカゼノビア湖やオナイダ湖の湖水は、最終的に北流してオンタリオ湖やセントローレンス川へ流れ込む。それに対し、このシャトークア湖の場合は、湖水がアレゲニー川に流れ、最終的にはメキシコ湾へと流れ込む。このため、シャトークア湖はフィンガー・レイクスに含まれない。

### その他の湖
他にもフィンガー・レイクスと似た湖として、シルバー湖、ワネタ湖、ラモカ湖が、フィンガー・レイクスの辺りに点在している。なお、ワネタ湖とラモカ湖は、シェモング川の支流のサスケハナ川（Susquehanna）の集水域に属している。

## 水質保全活動
フィンガー・レイクスの中で、西から3番目のカナダイス湖と、西から2番目のヘムロック湖は、森林に囲まれている。さらに、この2つの湖には未開発の湖岸線が多く残っており、水も澄んでいるので、観光客にとっては、ヒトの手が加わっていない、かつてのフィンガー・レイクスを偲ばせる魅力的な場所である。しかし、これらの湖は、100年以上に渡って近隣の都市の飲料水の供給源となっている。したがって、近隣の都市の水道水の水質を守るためには、この湖とその周辺地域は保全しておく必要が出てくる。そこで、環境保全省 は、この地域に観光客が入って、釣り、狩り、自然学習、ハイキングなどをすることと、水質保全の両立を目指し、規則を定めた。また、この地域では、10年以上に渡って植林による森林再生にも取り組んでいるが、村落の開発の跡が残っているなど、再生途上にある。

## この地域の特色
このフィンガー・レイクスが存在する地域には、幾つかの特色がある。以下、それらについて解説する。

### ワインの産地
フィンガー・レイクス周辺は、ニューヨーク州において最も大規模にワインの生産を行っている地域である。カユガ湖、セネカ湖、キューカ湖、カナンデーグア湖、ヘムロック湖、コニーシャス湖の周辺には、100を超えるワイン醸造所やワイン用のブドウを作る畑が存在する。これは、これら水深の深い湖が存在するために、周辺の気候が影響を受けているからである。水の比熱は大きいため、このような湖が存在すると、秋の収穫前に霜が降りるのを防ぎ、冬でも比較的暖かいという気候となっている。さらに、やはり湖のおかげで、春のブドウの成長期に霜（遅霜）が発生することも防いでくれる。このように、湖岸付近はブドウ栽培に適するため、この付近でブドウ栽培、及び、ワイン醸造が盛んとなった。（もちろん、この地方にワインを好む民族が居住したことも、ここでブドウが大々的に作られるようになった要因ではある。）なお、ここで育てているブドウの品種は様々だが、北アメリカの野生種の栽培も行っている。現在、この地方のワイン醸造所の多くは、観光客の受け入れも行うようになっている。このようなワイン醸造所は、観光客の誘致に一役買っており、それがこの地方の産業の育成にもつながった。

### 教育施設の集中
アメリカ合衆国においてフィンガー・レイクス周辺は、教育施設が集まっている地域としても知られている地域である。沢山の大学が存在しているし、他にも、この地域には博物館が幾つか存在している。

## この地域の歴史

### 植民地支配前
フィンガー・レイクス周辺には、イロコイ族（北アメリカ大陸の先住民族の1つ）よりもさらに前に、この地域に何らかの民族が住んでいた証拠が存在する。その証拠というのは、ブラフポイント石造物のような石造りの遺跡である。この石造りの建造物を作り上げた人々については、まだほんの少しのことしか判っていない。
フィンガー・レイクス周辺は、イロコイ族の居住地の中心地であった。イロコイ族というのは、Seneca nation（セネカ族）とCayuga nation（カユガ族）を含んでいる。この2つの部族の名前が、フィンガー・レイクスの中でも特に大きな2つの湖の名称の由来となっている。（セネカ湖とカユガ湖）
なお、この地域に住んでいたのはイロコイ族だけではなく、例えばツカロラ族は、1720年頃からフィンガー・レイクス周辺に住んでいた。また、オノンダガ族とオナイダ族は、この地域の東端部に住んでいた。そして、一番東にはモホーク族（Mohawk）が住んでいた。

### 植民地支配
植民地時代になると、このフィンガー・レイクス周辺には、他の多くの部族も移住してきた。これは、イロコイ族からの保護を受けようとしたためである。例えば、1753年から1779年まで、ヨーロッパから来た侵略者によって、故郷を破壊されたバージニア・スー幾つかの部族の生き残りが、カユガ湖の近くに逃げ延びてきた。
イロコイ族は北アメリカの先住民の中でも特に力を持っており、ヨーロッパからの侵略者が最初に侵略を試みてから約200年近くの間、このフィンガー・レイクス周辺が植民地支配されるのを防いでいた。しかし、ヨーロッパ人からの干渉や、ヨーロッパから移住してアメリカ人となった人からの干渉や、さらには部族内の内部抗争によって、18世紀の終盤にはイロコイ族の力は衰えてしまった。というのも、アメリカ独立戦争の時に、あるイロコイ族はイギリス側に味方し、またあるイロコイ族はアメリカ側に味方し、結局イロコイ族同士の内紛となってしまったのである。1770年代終盤に、イギリス側に味方したイロコイ族が、アメリカ側の入植地を攻撃した。これに対する報復が、結局1779年のサリバン遠征（Sullivan）となった。この遠征によって、ほとんどのイロコイ族の町が破壊され、さらにイロコイ族の力を大きく削ったのである。

### 独立戦争後
独立戦争後、このフィンガー・レイクス周辺に、先住民用の特別保留地が数多く作られた。イロコイ族などの先住民は、先住民用の特別保留地に追いやられた。そして、19世紀に入る頃には、ニューイングランド（New England、アメリカ合衆国北東部）やペンシルベニア（Pennsylvania）から移住してきた人々がこの地域を掌握し、今日に至る。

## その他
フィンガー・レイクスの北の端には、セネカフォールズがあるが、ここはアメリカにおける婦人参政権獲得運動発祥の地として知られている。